# Lanesboro (Minnesota)
Lanesboro is een plaats (city) in de Amerikaanse staat Minnesota, en valt bestuurlijk gezien onder Fillmore County.

## Demografie
Bij de volkstelling in 2000 werd het aantal inwoners vastgesteld op 788.
In 2006 is het aantal inwoners door het United States Census Bureau geschat op 749, een daling van 39 (-4,9%).

## Geografie
Volgens het United States Census Bureau beslaat de plaats een oppervlakte van
3,4 km², geheel bestaande uit land. Lanesboro ligt op ongeveer 241 m boven zeeniveau.

## Plaatsen in de nabije omgeving
De onderstaande figuur toont nabijgelegen plaatsen in een straal van 20 km rond Lanesboro.